# Philippe Bodson
Philippe André Eugène baron Bodson (Luik, 2 november 1944 – Brussel, 4 april 2020) was een Belgisch bestuurder en senator.

## Levensloop
Bodson behaalde het diploma van burgerlijk ingenieur aan de Universiteit van Luik en volgde ook een Master of Business Administration aan INSEAD. Beroepshalve werd hij burgerlijk ingenieur en bestuurder van vennootschappen.
Van 1969 tot 1972 werkte hij als consultant bij MacKinsey Co Paris en van 1972 tot 1977 bij Banque Paus Frankfurt Saint Louis. Voor deze laatste functie werkte hij in Canada, Zuid-Amerika en Algerije.

## Glaverbel
Philippe Bodson was actief in verscheidene bedrijven die te maken hebben met de glasindustrie. Zo was hij van 1980 tot 1989 gedelegeerd bestuurder en directeur-generaal van Glaverbel, waar hij vanaf 1989 bestuurder was. Met zijn doortastende optreden slaagde Bodson er in om, ondanks de zware internationale concurrentiestrijd en de sociale onrust in België, de verlieslatende Belgische onderneming om te vormen tot een bloeiende multinational.
Bodson kreeg erkenning voor de geleverde inspanningen. Van 1981 tot 1984 was hij voorzitter van de Federatie van de Glasindustrie en van 1986 tot 1988 voorzitter van de Europese Vereniging van Vlakglasproducenten.
Van 1987 tot 1990 was hij voorzitter van het Verbond van Belgische Ondernemingen (VBO). In 1987 werd hij door de Franstalige editie van Trends Magazine uitgeroepen tot Manager van het Jaar.
Toch kon hij niet verhinderen dat Glaverbel in 2002, na aankoop van het resterende gedeelte van 35% van de Belgische aandelen dat in 1981 nog niet door het Japanse Asahi Glass Corporation was verworven, volledig in Japanse handen terecht kwam. In 2007 werd de Europese tak van de internationale glasproducent omgedoopt tot AGC Glass Europe.

## Tractebel
Van 1989 tot 1999 was Bodson CEO van de toenmalige Belgische energiegroep Tractebel. Met zijn op internationale expansie gerichte beleid slaagde de ambitieuze Bodson er in om Tractebel uit te bouwen tot een succesvolle energieholding met activiteiten over de hele wereld, naast de Belgische kernactiviteiten van Electrabel, Fabricom en Distrigaz, evenals van de distributeurs van gas en elektriciteit Ebes, Unerg en Intercom.
Hij kwam echter in aanvaring met Gérald Mestrallet, de Franse CEO van de Generale Maatschappij (40%), de holding die, naast de holding GBL (24,5%) van Albert Frère, de hoofdaandeelhouder was van Tractebel. De Generale was immers een dochteronderneming van de Franse holding in nutsvoorzieningen Suez (sinds 2015 omgedoopt tot Engie), dat zelf een internationale energietak wilde uitbouwen.
Terwijl Bodson in 1994 nog kon rekenen op de steun van het Belgische establishment in de personen van Etienne Davignon en Albert Frère, dan was dat in 1996 niet langer het geval. Gebelgd door het eenzijdig door Bodson gewijzigde dividendenbeleid, verkocht Frère zijn GBL-particiatie in Tractebel aan de Generale Maatschappij, in ruil voor een aandelenbelang in het Franse Suez dat vanaf dan het voormalige Belgische energiebedrijf bijna volledig controleerde.
Ondanks intens lobbywerk bij de toenmalige premiers Jean-Luc Dehaene en Guy Verhofstadt, een mislukte poging in 1997 om, mits een herschrijving van de statuten, Tractebel alsnog in België te verankeren, en een diplomatiek incident tijdens een officieel werkbezoek (dat hem de steun van Dehaene kostte) in Kazachstan in 1998, escaleerde het aanslepende conflict in 1999 definitief in het nadeel van Bodson. Wanneer bleek dat drie malafide Kazachse tussenpersonen smeergeld hadden ontvangen bij het onderhandelen en verkrijgen van een concessie voor een gaspijplijn, het zogenaamde Kazachgate, werd Bodson gedwongen ontslag te nemen uit Tractebel. De Franse overname kwam hard aan en Bodson beschouwde deze zakelijke tegenslag in een interview in 2009 als een van de nederlagen in zijn leven.

## Andere activiteiten
Vanaf 1999 was hij voorzitter van de raad van bestuur van Diamant Boart, een bedrijf dat zich bezighoudt met de productie en verdeling van diamanten gereedschappen voor de bouwmarkt.
Hij was voorzitter van de raad van bestuur van BarcoNet en van de Fondation pour l'Architecture.
Ook was hij actief in de immobiliën-, energie-, telecom- en chemiesector. Hij was onder meer
- bestuurder van de beursgenoteerde vastgoedgroep Immobel (Immobiliën Vennootschap van België);
- de Waalse koeltorenbouwer Hamon;
- de gemeentelijke holding Publi-T;
- de Antwerpse gastankerrederij Exmar;
- de telecomgroep BT Belgium;
- de zandwinningsgroep Sibelco
- de holding Cobepa,
- de chemieholding Floridienne. Bij deze laatste kreeg hij sinds zijn voorzitterschap in 2005 al snel te kampen met interne spanningen tussen gewezen voorzitter Jean-Marie Delwart en de aandeelhoudersfamilie Waucquez.[4]

In 2001 was Bodson voor een korte periode CEO van het gerenommeerde maar financieel noodlijdende spraaktechnologiebedrijf Lernout & Hauspie. De goedbetaalde maar in Flanders Language Valley omstreden crisismanager kon niet beletten dat, na de verwerping van het door hem aangevraagd gerechtelijk akkoord door de Ieperse handelsrechter Michel Handschoewerker, het bedrijf later dat jaar failliet ging.
In de bankenwereld was Bodson actief als lid van de raad van bestuur van de Belgische bank Fortis en de Generale Maatschappij van België, mandaten die hij uitoefende tussen 1989 en 2000.
Dat hij er tijdens de bankencrisis van 2008 niet in slaagde de Belgische bank te behoeden voor Franse overname, viel hem naar eigen zeggen zeer zwaar. Ondanks de zakelijke mislukkingen werd Bodson in economische kringen toch gezien als een 'mythische werkgever' en 'icoon van de Belgische haute finance'.

## Politieke loopbaan
Naast zijn bestuursmandaten in het bedrijfsleven was Bodson enkele jaren politiek actief bij de MR. Voor die partij zetelde hij van 1999 tot 2003 als rechtstreeks gekozen senator in de Senaat.

## Sociale activiteiten
- Bodson was lid van de federalistiche politieke denktank Coudenberggroep.
- Zelf goed pianospeler, nam hij deel aan de uitstralingsactiviteiten van de Muziekkapel koningin Elisabeth.
- Hij richtte de mecenaatsactiviteiten van Tractebel op goed omlijnde culturele doelstellingen.
- Hij ondersteunde verschillende projecten van restauratie van bouwkundig erfgoed.
- Hij was bestuurder van de Polar Foundation, een Belgische stichting die voorlichting geeft over poolwetenschap en poolonderzoek om de klimaatverandering te begrijpen.
- Hij was bestuurder van de Contius Foundation (2006-2019).

## Privé
- Bodson was een zoon van Louis Bodson en Emilie Houyoux. Hij trouwde in 1972 met Antoinette Perier (°1946) en ze kregen een dochter en een zoon.
- Op 10 april 1990 werd hij benoemd tot officier in de Kroonorde.
- In 2000 werd hij in de erfelijke Belgische adel opgenomen met de persoonlijke titel baron.

## Overlijden
Hij overleed op 4 april 2020 in het Brusselse Sint-Pietersziekenhuis nadat hij een week eerder in het Erasmusziekenhuis in Brussel werd opgenomen als patiënt met COVID-19.

## Voetnoten
- Bibliothèque nationale de France: cb13560572x (data)
- International Standard Name Identifier: 0000 0003 9803 2336
- Library of Congress Control Number: n88039090
- Nederlandse Thesaurus van Auteursnamen: 073259381
- Système universitaire de documentation: 243280297
- Virtual International Authority File: 101098874
- WorldCat: E39PBJyGWytrrB99Cr4YVChvHC